# Блоке (плато)
Плато Блоке (словен. Bloška planota, Bloke) — карстовое плато, расположенное на юго-западе Словении, часть традиционного региона Внутренней Крайны.

## География
Плато Блоке имеет длину около 15 километров (9,3 мили) и ширину 10 километров (6,2 мили). Высота над уровнем моря колеблется от 700 метров (2300 футов) до 800 метров (2600 футов). Вместе с тектоническим блоком Ракитна плато очерчено двумя отчетливыми динарскими разломами. По мнению географа Антона Мелика, плато Блоке представляет собой остаток плиоценового пенеплена посреди обновленной местности. Плохопроницаемые карстовые известняки и триасовые доломиты (в северной части плато) обусловили образование типичных поверхностных водотоков (ручей Блощица и ручей Блатница), ограниченных влажными лугами и минеротрофными болотами. Озеро Блоке (словен. Bloško jezero), водохранилище, находится недалеко от посёлка Волчье. Вода течет под землей с плато Блоке в озеро Церкница. Многочисленные холмы плато делят его на долину Блошчица и долину Лочица (или долину Фаровщица), которые соединяются, образуя карстовое поле Блоке-Фара (словен. Bloško-Farovško polje). На плато расположено 45 населённых пунктов, административно принадлежащих общине Блоке.
На плато Блоке можно добраться по нескольким направлениям, особенно со стороны Любляны и Приморья по автостраде А1 и города Унец через Церкницу, а также из Нижней Крайны через Рибницу и Содражицу. Достопримечательности в этом районе включают Крестовую пещеру (5 км), озеро Церкница (12 км), замок Снежник (16 км) и парк Рак Шкоцян (охраняемая ландшафтная зона; 20 км) Географически плато Блок также простирается до регионального парка Снежник.

## История
Плато Блоке впервые упоминается в письменных документах в 1260 году, а его центральное поселение Нова-Вас - в 1341 году. Территория была заселена в первом тысячелетии до нашей эры яподами (иллирийским племенем). В римскую эпоху дорога вела через плато Блоке от Аквилеи и залива Кварнер к Паннонскому бассейну. Об этой истории свидетельствуют остатки оборонительной стены и римской башни возле деревни Бенете.

## Культурное наследие
В культурном отношении плато Блоке известно как место, где в Словении зародился лыжный спорт, и каждый год там проводятся соревнования по беговым лыжам. Плато Блоке издавна пересекали торговые пути, соединяющие внутреннюю часть Крайны, особенно Нижнюю Крайну и Внутреннюю Крайну, с Хорватией.